# Ключи (Акмолинская область)
Ключи (каз. Ключи) — село в Шортандинском районе Акмолинской области Казахстана. Входит в состав сельского округа Бозайгыр. Код КАТО — 116837200.

## География
Село расположено в юго-восточной части района, на расстоянии примерно 37 километров (по прямой) к юго-востоку от административного центра района — посёлка Шортанды, в 15 километрах к востоку от административного центра сельского округа — села Бозайгыр.
Абсолютная высота — 355 метров над уровнем моря.
Климат холодно-умеренный, с хорошей влажностью. Среднегодовая температура воздуха отрицательная и составляет около -3,8°С. Среднемесячная температура воздуха в июле достигает +20,0°С. Среднемесячная температура января составляет около -14,6°С. Среднегодовое количество осадков составляет около 410 мм. Основная часть осадков выпадает в период с мая по август.
Ближайшие населённые пункты: село Бозайгыр — на западе, село Софиевка — на юго-востоке.

## Население
В 1989 году население села составляло 753 человек (из них казахи — 77%).

В 1999 году население села составляло 678 человек (334 мужчины и 344 женщины). По данным переписи 2009 года, в селе проживали 574 человека (289 мужчин и 285 женщин).
| Численность населения | Численность населения | Численность населения |
| 1989                  | 1999                  | 2009                  |
| --------------------- | --------------------- | --------------------- |
| 753                   | ↘678                  | ↘574                  |

## Улицы[6]
- ул. Бирлик
- ул. Джумагулов
- ул. Кажымукана
- ул. Ынтымак